# 沙博理
沙博理（英語：Sidney Shapiro，1915年12月23日—2014年10月18日），猶太裔中國人，生于美国纽约，中华人民共和国翻译家、作家。其中文名取“博学明理”之意。

## 生平
1915年12月23日，沙博理生于美国纽约。1937年自圣约翰大学法律系毕业后，当律师。第二次世界大战期间，沙博理应征入伍，加入美国陆军服役，成为一名高射炮士兵。美国由于时局的需要，决定培养一批军人学习世界语言，沙博理奉派学中文和中国的历史文化。退役后，沙博理利用退伍津贴，先后在哥伦比亚大学、耶鲁大学学中文。
1947年3月，沙博理离开美国纽约赴中国上海。1947年4月，沙博理到达上海。过了一段时间，他开始在上海当律师。他在滬期間接触了中外左翼人士，由同情而投身中国共产党领导的革命。他曾经利用自己的身份掩护革命青年躲避中国国民党当局的追杀，帮左翼学生编辑支持土地改革的英文杂志。他还曾经将律师事务所当作会址，同解放区代表商谈通过中国国民党的封锁将药品送往解放区。他曾经用当律师的收入支持凤子在中国共产党领导下创刊《人世间》杂志。1948年5月16日，在郑振铎见证下，沙博理与演员兼作家凤子结婚。婚后不久，凤子被中国国民党列入黑名单。1948年底，沙博理和凤子乃离开上海赴北平。1949年10月1日，沙博理应邀参加中华人民共和国开国大典，此后在中国定居。1962年，沙博理和凤子迁居什刹海南官房胡同，终生在此居住。1963年，沙博理的母亲几经周折从美国到北京看望沙博理，也见到了从未谋面的儿媳妇凤子。1963年，在送走母亲后，沙博理向所在单位提出了加入中華人民共和國國籍的申请，经中华人民共和国国务院总理周恩来亲自批准，沙博理加入中华人民共和国国籍。
中华人民共和国成立时，沙博理在对外文化联络局任英文翻译。1951年10月，沙博理、叶君健、杨宪益、戴乃迭一起创办第一本英文版《中国文学》，沙博理担任译审工作。1972年，沙博理调到人民畫報社，任英文改稿专家。1983年退休后，沙博理继续参与国际文化传播和对外文化交流活动。
1966年文化大革命爆发后，沙博理也和其他中国人一样参加了贴“大字报”等政治活动。但老朋友马海德及时劝告他说，“文化大革命不是什么好事情，你还是不要参加了。”1967年，沙博理接受所在单位布置的任务，开始翻译《水浒传》，他便远离政治，专心从事翻译工作。当时凤子受冲击被下放到五七干校，女儿亚美在北京市通县造纸厂工作。四年内，都是沙博理一个人在家，这种情况一直持续到1971年。1971年，沙博理作为外文局专家，获得了一次回美国探亲的机会。沙博理给周恩来总理写了封信，希望能让凤子和自己一道赴美国探亲。经周恩来总理多次努力，五七干校仅允许凤子回北京呆两天，把沙博理送上飞机之后，凤子不得不又返回五七干校。《水浒传》翻译快结束时，“四人帮”得知沙博理计划定书名为（水泊英雄），这与当时“评水浒”政治运动中“批宋江”、“批投降派”的论调相悖，遂要求沙博理更改书名，沙博理乃改以取代，蒙混过关，实际上有“绿林好汉”之意，正符合《水浒传》的本意，所以最终书名为。
1995年，沙博理获中华全国文学基金会、中国作家协会中外文学交流委员会颁发“彩虹翻译奖”。2009年，获中国外文出版发行事业局“国际传播终身荣誉奖”。2010年12月，获中国翻译协会颁发的“中国翻译文化终身成就奖”。2011年4月，获凤凰卫视联合海内外十多家华文媒体及机构评选的“影响世界华人终身成就奖”。2014年8月，获第八届“中华图书特殊贡献奖”。
自1983年起，沙博理历任第六、七、八、九、十、十一、十二届全国政协委员
晚年，沙博理担任中国翻译协会名誉理事、中国作家协会会员、宋庆龄基金会名誉理事、中国外文局和人民畫報社老专家。2014年10月18日，沙博理在北京家中逝世，享年98岁。

## 逸事
- 沙博理回忆冯亦代的时候笑着说：“我们年轻的时候经常在一起，在我跟凤子开始讨论结婚还没正式确定的时候，那家伙就写了一篇文章，卖给了《大公报》，卖了五块钱，害得我们完全被动了，被逼着开了一个PARTY，结婚了。”[3]
- 《中国古代犹太人》被译为希伯来文在以色列出版时，中华人民共和国和以色列尚未建立外交关系，接受邀请访问以色列的沙博理夫妇成为以色列最早接待的两位中华人民共和国客人。[3]

## 作品

### 译著

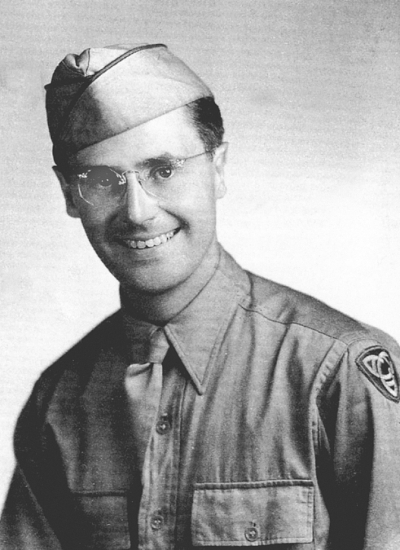
沙博理于1944年之美國陸軍戎装照

- Chao Shu-li, Rhymes of Li Yu-Tsai and other stories (李有才板话及其他故事), trans. by Sidney Shapiro, Beijing: Culture Press, 1950.
- Shi Yan, It happened at Willow Castle (柳堡的故事), trans. by Sidney Shapiro, Beijing: Culture Press, 1951.
- The Peking People's Art Theatre, Between Husband and Wife (夫妻之间),  trans. by Sidney Shapiro, Beijing: The Peking People's Art Theatre, 1953.
- Liu Ching, Wall of Bronze (铜墙铁壁), trans. by Sidney Shapiro, Beijing: The Peking People's Art Theatre, 1954.
- Mistress Clever (巧媳妇/古代故事画库), trans. by Sidney Shapiro, 1954.
- Xu Guangyao, The Plains are Ablaze (平原烈火), trans. by Sidney Shapiro, Beijing: The Peking People's Art Theatre, 1955.
- Chen Teng-ke, Living Hell (活人塘), trans. by Sidney Shapiro, Beijing: The Peking People's Art Theatre, 1955.
- Mao Tun, Spring silkworms and other stories (春蚕集), trans. by Sidney Shapiro, Beijing: Foreign Languages Press, 1956.
- Chin Chao-yang, Village Sketches (农村散记), trans. by Sidney Shapiro, Beijing: Foreign Languages Press, 1957.
- Yuan Ching, Kung Chueh, Daughters and Sons (新儿女英雄传), trans. by Sidney Shapiro, Beijing: Foreign Languages Press, 1958.
- Du Pengcheng, Defend Yenan! (保卫延安), trans. by Sidney Shapiro, Beijing: Foreign Languages Press, 1958.
- Kao Yun-lan, Annals of a provincial town (小城春秋), trans. by Sidney Shapiro, Beijing: Foreign Languages Press, 1959.
- Soy Sauce and Prawns (酱油和对虾), trans. by Sidney Shapiro, 1963.
- Liu Ching, The Builders (创业史), trans. by Sidney Shapiro, Beijing: Foreign Languages Press, 1964.
  - Liu Ching, Builders of a New Life (创业史), trans. by Sidney Shapiro, Beijing: Foreign Languages Press, 1977.
- Pa Chin, The Family (家), trans. by Sidney Shapiro, Beijing: Foreign Languages Press, 1978.
- Chu Po, Tracks in the Snowy Forest (林海雪原), trans. by Sidney Shapiro, Beijing: Foreign Languages Press, 1978.
- Shi Nai'an, Luo Guanzhong, Outlaws of the Marsh (水浒传), trans. by Sidney Shapiro, Beijing: Foreign Languages Press, 1980.
- Mao Dun, The Shop of the Lin Family & Spring Silkworms (林家铺子、春蚕), trans. by Sidney Shapiro, Hong Kong: Chinese University Press, 2004.
- Deng Rong, Deng Xiaoping and the Cultural Revolution (我的父亲邓小平——文革岁月), trans. by Sidney Shapiro, Beijing: Foreign Languages Press, 2002.
  - Mao Mao, Deng Xiaoping and the Cultural Revolution (我的父亲邓小平——文革岁月), trans. by Sidney Shapiro, Beijing: Foreign Languages Press, 2012.
- 中国现代名家短篇小说选，北京：外文出版社，2003年（内收沙博理译的四篇小说：湖畔儿语（The Child at the Lakeside）、 《春桃》（Big Sister Liu）、 《月牙儿》（Crescent Moon）、 《小二黑结婚》（The Marriage of Young Blacky）
- 孙犁小说选[5]

### 专著
- Sidney Shapiro, An American in China, Beijing: New World Press, 1979.
  - 沙博理，一个美国人在中国，程应瑞译，北京：三联书店，1984年
- Sidney Shapiro, My China, Beijing: New World Press, 1997.
  - Sidney Shapiro, I Chose China, Hippocrene Books, 2000.
  - Sidney Shapiro, My China, Beijing: Foreign Languages Press, 2005.
  - 沙博理，我的中国，宋蜀碧译，北京：北京十月文艺出版社，1998年
- Sidney Shapiro, Experiment in Sichuan, Beijing: New World Press, 1981.
- Sidney Shapiro, The Law and the Lore of China's Criminal Justice, Beijing: New World Press, 1990.
- Sidney Shapiro, A sampler of Chinese literature: From the Ming Dynasty to Mao Zedong, Beijing: Panda Books, 1996.
- Sidney Shapiro, Jews in old China, Hippocrene Books, 1984.
  - 沙博理，中国古代犹太人——中国学者研究文集点评，北京：新世界出版社，2008年
- Sidney Shapiro, Ma Heide, San Francisco: Cypress Press, 1993.
  - Sidney Shapiro, Ma Haide: the saga of American doctor george hatem in China (马海德传), Beijing: Foreign Languages Press, 2004.[5]

表演
- 1962年电影《停战以后》饰 谈判调停人
- 1976年电影《长空雄鹰》饰 驻朝鲜的美国空军将领
- 1981年电影《西安事变》饰 端纳